# 式子内親王
式子内親王（しょくし/しきし（のりこ）ないしんのう）、久安5年（1149年） - 建仁元年1月25日（1201年3月1日））は、日本の皇族。賀茂斎院。新三十六歌仙、女房三十六歌仙の一人。後白河天皇の第3皇女。母は藤原成子（藤原季成の女）で、守覚法親王・亮子内親王（殷富門院）・高倉宮以仁王は同母兄弟。高倉天皇は異母弟にあたる。萱斎院、大炊御門斎院とも呼ばれた。法号承如法。

## 経歴
平治元年（1159年）10月25日、内親王宣下を受け斎院に卜定。以後およそ10年間、嘉応元年（1169年）7月26日に病により退下するまで賀茂神社に奉仕した。
退下後は母の実家高倉三条第、その後父・後白河院の法住寺殿内（萱御所）を経て、遅くとも元暦2年（1185年）正月までに、叔母・八条院暲子内親王のもとに身を寄せた。同年7月から8月にかけて、元暦大地震とその余震で都の混乱が続く中も、八条院におり、准三宮宣下を受けている。八条院での生活は、少なくとも文治6年（1190年）正月までは続いた。
後に、八条院とその猶子の姫宮（以仁王王女、式子内親王の姪）を呪詛したとの疑いをかけられ、八条院からの退去を余儀なくされた。白河押小路殿に移り、父・後白河院の同意を得られないまま出家した。
建久3年（1192年）、後白河院崩御により大炊御門殿ほかを遺領として譲られたが、大炊御門殿は九条兼実に事実上横領され、建久七年の政変による兼実失脚までは居住することができなかった。建久8年（1197年）には蔵人大夫・橘兼仲夫婦の託宣事件に連座し洛外追放が検討されたが、実際に処分は行われなかった。
正治元年（1199年）5月頃から身体の不調が見られ、年末にかけてやや重くなる。正治2年（1200年）後鳥羽院の求めに応じて百首歌を詠み、藤原定家に見せている。その後ほどなく病状が悪化、東宮・守成親王（後の順徳天皇）を猶子とする案あるも病のため実現せず、建仁元年（1201年）1月25日薨去。享年53。
歌人として、歌合や定数歌などによる歌壇活動の記録が極めて少なく、現存する作品も400首に満たないが、その3分の1以上が『千載和歌集』以降の勅撰集に入集している。

## 逸話

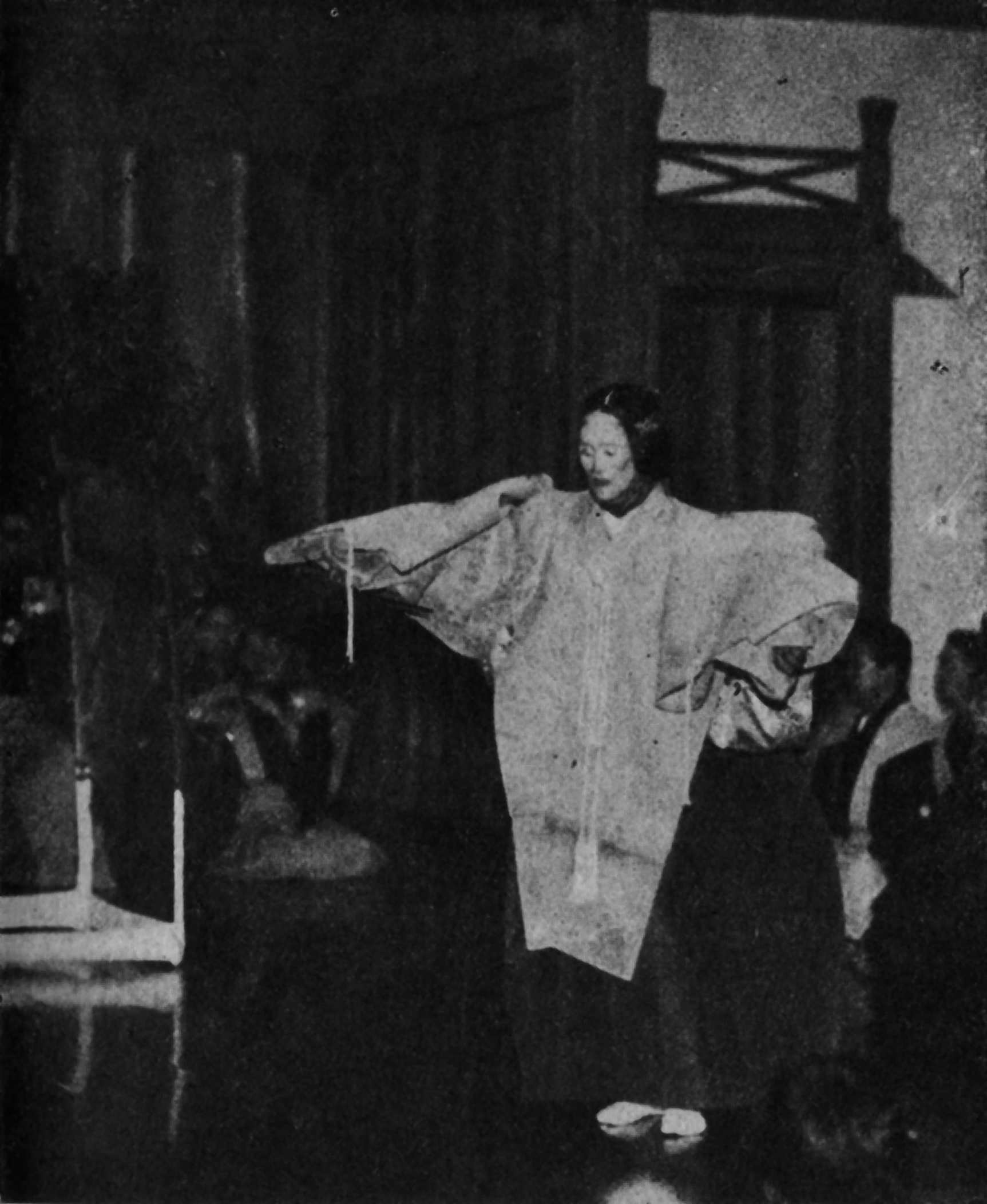
能『定家』舞台写真、櫻間弓川（金太郎）

### 藤原定家との関係
藤原俊成の子・定家は治承5年（1181年）正月にはじめて三条第に内親王を訪れ、以後折々に内親王のもとへ伺候した。内親王家で姉の竜寿の小間使いである家司のような仕事を行っていた。定家の日記『明月記』にはしばしば内親王に関する記事が登場し、特に薨去の前月にはその詳細な病状が頻繁な見舞の記録と共に記されながら、薨去については1年後の命日まで一切触れないという思わせぶりな書き方がされている。これらのことから、両者の関係が相当に深いものであったと推定できる。
後深草院は、西園寺実氏が定家自身から聞いた内容を語った話として、
この式子内親王の恋歌は、百首歌として発表される以前に、定家に贈ったものだと記している（しかし、新古今和歌集撰者名注記によると定家はこの歌は評価はしておらず、撰者名にはない）。こうした下地があって、やがて定家と内親王は秘かな恋愛関係にあったのだとする説が公然化し、そこから「定家葛」に関する伝承や、金春禅竹の代表作である謡曲『定家』などの文芸作品を生じた。また、そのバリエーションとして、醜い容貌の定家からの求愛を内親王が冷たくあしらった、相思相愛だったが後鳥羽院に仲を裂かれた、あるいは定家の父・俊成も彼らの仲を知って憂慮していた等々、いくつもの説が派生したが、いずれも後代の伝聞を書きとめたものであり、史実としての文献上の根拠はない。15世紀半ばから語り伝えられていたという「定家葛の墓」とされる五輪塔と石仏群が、現般舟院陵の西北にある。しかし、後白河天皇より相続した白河常光院からは遙かに離れており、根拠はない。
恋愛感情とは別に、定家が式子内親王について記す際、しばしば「薫物馨香芬馥たり」「御弾箏の事ありと云々」と、香りや音楽に触れていることから、定家作と言われる『松浦宮物語』中の唐国の姫君の人物設定が、内親王に由来する「高貴な女性」イメージの反映ではないかとの指摘もある。ただし、云々とは伝聞を示す言葉であり、直接の感想ではない。

### 法然との関係
法然が、「聖如房」あるいは「正如房」と呼ばれる高貴な身分の尼の臨終に際して、長文の手紙を送ったことが知られていたが、この尼が式子内親王であるとする説が現れ、そこから内親王の出家の際の導師が法然であった可能性、さらには内親王の密かな思慕の対象であったという推測も行われている。

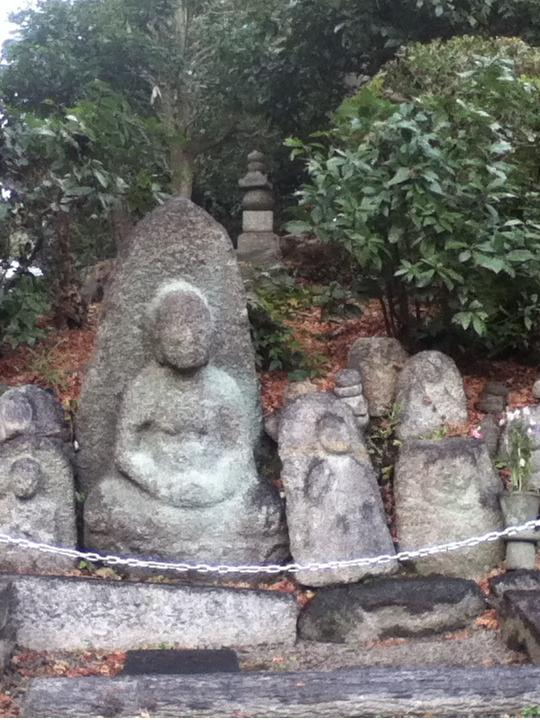
伝式子内親王墓(京都市上京区般舟院陵山域内)の石仏群と石塔(中央奥)

### 歌壇における評価
『新古今和歌集』に大量入集するなど、この時代の代表的女流歌人と見なされていたと考えられる。歌合等の歌壇行事への参加がほとんど記録されていない式子内親王が、このような地位を得た理由として、藤原俊成に師事していたこと、その子・定家とも交流があったことにより、この時代の主流に直接触れ得る立場だったことが挙げられる。後鳥羽院は、近き世の殊勝なる歌人として九条良経・慈円と共に彼女を挙げ、「斎院は殊にもみもみとあるやうに詠まれき」などと賞賛している。

### 近現代の評価
式子内親王の歌に対する評価が、技巧的 - 自然観照的、あるいは定家的 - 西行的等と、両極端に分かれる傾向が指摘されると共に、その抒情性は、和泉式部的な激情から玉葉風雅的な「すみきった抒情」に純化される中間に位置するとの意見がある。また、本歌取りの手法に着目して、主知的な宮内卿と情緒的な俊成卿女の中間、やや宮内卿よりに位置するという分析もある。また、古歌からの本歌取りのみならず、『和漢朗詠集』等の漢詩に題材を得た歌も少なくない。生活や振舞に制約の多い中、作品のほとんどが百首歌という創作環境において、虚構の世界に没入していく姿勢が、こうした特徴の背景にある。

### 別府観海寺温泉の伝承
大分県別府市観海寺には、式子内親王が同地で葬られたとの口承がある。橘兼仲の託宣事件に連座して都を追われた内親王は、領主・大友能直の内室風早禅尼が中興した尼寺観海寺において、尼宮承如法として晩年を過ごし、没後同地で荼毘に付されたとする。同地に建つ現観海禅寺には式子内親王の墓、その西南の山中には、風早禅尼が内親王を荼毘にふした塚と称する遺跡もあり、観光コースにも取り入れられている。記録上、京都での病死が確実視される式子内親王が、別府で晩年を過ごしたことは、史実としてはあり得ないが、託宣事件の処理に関連して、内親王や他の関係者の追放先として同地が検討の対象となった可能性を指摘する見解もある。
この他、広島県尾道市の光明坊にも、「如念」と称した式子内親王のものと伝わる五輪塔がある。

## 作品
勅撰集
| 歌集名         | 作者名表記                  | 歌数 | 歌集名         | 作者名表記 | 歌数 | 歌集名         | 作者名表記 | 歌数 |
| -------------- | --------------------------- | ---- | -------------- | ---------- | ---- | -------------- | ---------- | ---- |
| 千載和歌集     | 式子内親王 前斎院式子内親王 | 8 1  | 新古今和歌集   | 式子内親王 | 49   | 新勅撰和歌集   | 式子内親王 | 14   |
| 続後撰和歌集   | 式子内親王                  | 15   | 続古今和歌集   | 式子内親王 | 9    | 続拾遺和歌集   | 式子内親王 | 5    |
| 新後撰和歌集   | 式子内親王                  | 4    | 玉葉和歌集     | 式子内親王 | 16   | 続千載和歌集   | 式子内親王 | 2    |
| 続後拾遺和歌集 | 式子内親王                  | 5    | 風雅和歌集     | 式子内親王 | 14   | 新千載和歌集   | 式子内親王 | 3    |
| 新拾遺和歌集   | 式子内親王                  | 3    | 新後拾遺和歌集 | 式子内親王 | 4    | 新続古今和歌集 | 式子内親王 | 4    |

定数歌・歌合
| 名称         | 時期              | 作者名表記        | 備考 |
| ------------ | ----------------- | ----------------- | ---- |
| 正治初度百首 | 正治2年（1200年） | 前斎院 式子内親王 |      |

私撰集等
- 三百六十番歌合（正治2年（1200年））
  - 「前斎院 式子内親王」名で39首

私家集
式子内親王の家集の諸本は、三種の百首歌を後人がまとめたものがベースとなっている。
- A：『千載和歌集』以降[31][* 16]、Ｂ百首奥書以前（1187年以降、1194年以前）。建久期の初め頃[* 17]と推定されている。師である俊成の影響、先行する和歌や漢詩文からの摂取が見られる[32]。100首が現存[31]。
- B：「建久五年五月二日」の奥書を持つ。表現や詞に新奇さを求め、定家に代表される新風への傾斜が見られる[32]。101首が現存[31]。
- C：正治2年（1200年）のいわゆる『正治百首』に出詠されたもの。過去に摂取した諸要素の消化、本歌取への習熟が見られる[32]。99首が現存[31]。

諸本
- 『式子内親王御哥』[33]
  - 筑波大学中央図書館蔵本。『式子内親王集』の原型と思われ、三種の百首歌で構成。書写時の欠脱も多く、219首が現存。
- 『式子内親王集』（別名 『式子内親王御家集』『萱斎院集』『前斎院御百首』）
  - 三種の百首歌に加え、『新続古今和歌集』成立以降に、勅撰集にあって百首歌のなかに見られない作61首[* 18]が追補されたもの。追補された歌の異同や書写時の欠脱・錯簡等により、第一類、第二類、第三類a、第三類b、第四類に分類される[33]。

以上、家集に見られる歌は、計361首（実際の諸本所収の歌数は欠脱により少なくなっている）だが、この他に式子内親王の作とされる歌が39首あり、総計400首の作品が残されていることになる。

## 百人一首
- 89番

伝説では、内親王と定家の噂が立ったため、定家の父俊成が別れさせようと定家の家にやってきた。すると定家は留守で、部屋に内親王自筆のこの歌が残されていた。これを見た俊成は二人の想いの真剣さを感じて、何も言わず帰ったという。
実際にはこの歌は題詠であって、内親王自身の気持ちを詠ったものではないとされる。